# Floßbach (Isenach)
Der Floßbach (auch Floßgraben oder Floßkanal, veraltet Flotzbach oder Flotzbachgraben) ist ein gut 16 km langer und künstlich geschaffener rechter Nebenfluss der Isenach in Rheinland-Pfalz, der im 18. Jahrhundert für die Trift von Scheitholz angelegt wurde.

## Geographie
Der Floßbach zweigt in der Vorderpfalz nordöstlich von Schifferstadt auf einer Höhe von 95 m nach links vom Rehbach ab, dem linken Mündungsarm des Speyerbachs. Er fließt westlich parallel zum Rhein in anfangs nordwestlicher, dann hauptsächlich nördlicher Richtung durch die Oberrheinische Tiefebene und wird dabei von zahlreichen Gräben gespeist. Der Floßbach passiert Limburgerhof und Mutterstadt im Westen, Dannstadt-Schauernheim im Osten, durchfließt anschließend das östliche Maxdorf und mündet östlich von Lambsheim auf 92 m Höhe rechtsseitig in die Isenach.
Als Flachlandfluss überwindet der Floßbach auf seinem 16,04 km langen Weg einen Höhenunterschied von nur 3 m, was einem mittleren Sohlgefälle von 0,2 ‰ entspricht. Er entwässert ein 169,328 km² großes Einzugsgebiet über Isenach und Rhein zur Nordsee.

## Geschichte
1736 übernahm Kurfürst Karl III. Philipp von der Pfalz die Schönfelder Salzhütte in Dürkheim und begann noch im gleichen Jahr mit der Errichtung eines Gradierwerks. Sowohl zum Bau des Gebäudes als auch als Brennstoff für das Salzsieden benötigte man große Mengen Holz. Dieses musste, da der Forst um Dürkheim dem Adelsgeschlecht Leiningen gehörte, im kurfürstlichen Waldbesitz im Neustadter Tal gerodet und von dort nach Dürkheim getriftet werden. Als Verbindung zwischen dem Rehbach und der Isenach wurde zu diesem Zweck der Floßbach geschaffen: Das Holz aus dem Pfälzerwald konnte von Neidenfels (Hochspeyerbach) und Elmstein (Speyerbach) ab Neustadt auf dem Rehbach bis nördlich von Schifferstadt befördert werden. Über den Floßbach gelangte es zur Isenach, und auf dieser wurde es nach Dürkheim (später auch nach Frankenthal) gebracht. Die Beförderung per Trift war vergleichsweise unkompliziert, außerdem verliefen die dabei genutzten Bäche durch kurpfälzisches Gebiet, sodass keine Zölle an fremde Landesherren fällig wurden.
Der Aushub des Floßbachs erfolgte in den Jahren 1740 bis 1741 durch die Bewohner der umliegenden Dörfer. Verschiedentlich werden auch andere Entstehungszeiten zwischen 1736 und 1745 angegeben (beispielsweise die Jahreszahlen 1743 oder 1745), allerdings finden sich bereits 1741 und 1742 die ersten Nachrichten über die erfolgte Beförderung von Holz auf dem neu geschaffenen Wasserweg. Kurfürst Karl Theodor, der 1742 an die Macht kam, ließ diesen allerdings später noch einmal verändern und begradigte auch die Isenach im Mündungsbereich des Floßbachs bei Lambsheim. Zur Speisung des künstlichen Bachs wurde nördlich des Kohlhofs bei Limburgerhof eine Schleuse im Rehbach erbaut. Der Scheidegraben zwischen Mutterstadt und Dannstadt ging teilweise im Floßbach auf, die Marlach und der Schwabenbach wurden umgelenkt.
Die Trift auf dem Floßbach wurde auch weitergeführt, als die Bauarbeiten am Gradierwerk in Dürkheim abgeschlossen waren. Im Verlauf des 18. Jahrhunderts gewann der Floßbach als Transportweg für Brenn- und Bauholz an Bedeutung, nicht nur zur Versorgung Dürkheims, sondern auch anderer wachsender Städte der Region, wie beispielsweise Frankenthal und Mannheim. 1757 und 1791 wurden daher Floßordnungen erlassen, welche die Nutzung regelten und kontrollierten. Die Rodung und der Transport des Holzes wurde in den folgenden Jahrzehnten dennoch durch „Holz-Compagnien“ monopolisiert, was die kurpfälzische und später die bayerische Regierung angesichts der an sie entrichteten Floßgebühren akzeptierte. Daneben diente der Floßbach dem Antrieb von Mühlen und wurde im Jahr 1796 für die gezielte Überschwemmung der Landschaft zur Abwehr anrückender französischer Truppen genutzt. Ein Seitenarm wurde zur Flutung des Ruchheimer Schlosses abgezweigt.
1792/1793 wurde die Trift auf dem Floßbach eingestellt, 1802 jedoch wieder aufgenommen. In den Jahren zwischen 1830 und 1840 fanden noch umfangreiche Baumaßnahmen an dem Gewässer statt. Erst 1882 beendete die bayerische Regierung die Trift auf dem Floßbach endgültig.
In den 1970er Jahren wurde die Verbindung zwischen Rehbach und Floßbach unterbrochen. Unterhalb von Mutterstadt wurde der Floßbach bis zu einem Meter eingetieft und in ein u-förmiges Betonprofil gelegt.
Um die Abflusssituation auf der südlichen Frankenthaler Terrasse zu verbessern, soll eine neue, als Südspange bezeichnete Gewässerverbindung entstehen, die entgegen der Fließrichtung des Floßbachs vom Isenach-System zum Rehbach führt. Die Südspange nutzt einen Teil des Floßbachs, führt dann zwischen Mutterstadt und Limburgerhof nach Westen und mündet an der Bundesstraße 9 bei Neuhofen in den Rehbach. Für das Projekt wurde 2011 der Planfeststellungsbeschluss erlassen; 2018 fanden Rodungsarbeiten statt.
Am 25. April 1998 wurde in Maxdorf als Erinnerung an die Geschichte des Bachs ein von Christian Steinrock gestalteter Flößerbrunnen eingeweiht.

## Gewässerzustand
Der Floßbach zählt zu den kleinen Niederungsfließgewässern (Typ 19). Seine Gewässerstrukturgüte wird, bis auf kurze Abschnitte, mit vollständig verändert angegeben. Im Oberlauf führt der Floßbach ab der Trennung vom Rehbach nicht ständig Wasser. Erst ab Schauernheim mit dem Zufluss der Marlach ist eine ständige Wasserführung gegeben, gleichzeitig wird die Gewässergüte mit „stark verschmutzt“ klassifiziert.